# Salvador Gabriel Del Río Angelis
Salvador Gabriel del Río de Angelis es un Gran Maestro Internacional de ajedrez español nacido el 10 de febrero de 1976 en Argentina.
Fue el número 12 de España en la lista de abril de 2016 de la FIDE, con un Elo de 2543. Cursó sus estudios de bachillerato en el I.B Iturralde de Carabanchel (Madrid).
Campeón de España absoluto 2018.

## Resultados
En 1994 y 1996 ganó el Campeonato de España juvenil, siendo subcampeón en la edición de 1995.
Logró ser subcampeón de España Absoluto en los años 2003 por detrás del gran maestro Óscar de la Riva y 2006 por detrás del gran maestro Francisco Vallejo Pons.
En 2006 se impuso en el Campeonato de España de ajedrez rápido, disputado en Pontevedra.
Participó representando a España en dos Campeonato de Europa de ajedrez por equipos de 2001 en León, en España B y 2005 en Gotemburgo. Fue campeón de España absoluto en 2018.